# Женская теннисная ассоциация
Женская теннисная ассоциация (англ. Women's Tennis Association, WTA) — управляющая организация серии элитных соревнований женского профессионального тенниса, основанная в 1973 году американской теннисисткой Билли-Джин Кинг. Ассоциация признана ITF; её аналогом у мужчин является ATP.

## Общая информация
WTA имеет несколько штаб-квартир: её основной офис располагается в США: в городе Сент-Питерсберг, штат Флорида; также имеется два региональных отделения: европейское (в Лондоне, Великобритания) и азиатско-тихоокеанское (в Пекине, Китай).
Ныне под эгидой ассоциации проводятся соревнования в 32 странах мира с общим призовым фондом превышающим 96 миллионов долларов (распределённых на 52 турнира WTA и 4 турнира Большого шлема), на которых задействовано до двух с половиной тысяч теннисисток, представляющих 92 страны мира.
WTA организует телевизионные трансляции со своих соревнований. Зрительская аудитория подобных передач оценивается в 5,1 миллиона человек (2011).

## История тура WTA
Профессиональный теннис зарождается в 1920-е годы, когда ведущие теннисисты-любители начинают периодически играть не просто обычные турниры, а серии специальных выставочных матчей, куда зрители могли бы попасть только купив специальный билет. Со временем такие выставочные матчи переродились сначала в отдельные турниры, а затем в целые профессиональные серии. Днём рождения новой эпохи в истории тенниса считается 9 октября 1926 года, когда в Нью-Йорке, на крытой арене «Медисон-сквер-гарден», в присутствии 13 тысяч зрителей, прошёл официально первый матч такого статуса. Со временем профессиональный тур всё больше вбирал в себя ведущих теннисистов и к 1967 году назрела и была принята к реализации концепция, т. н. «открытых турниров», где могли бы участвовать ведущие теннисисты вне зависимости от их статуса. Сначала ассоциация лаун-тенниса Великобритании, а постепенно и все остальные федерации поддержали данную систему. Первым турниром «Открытой эры» стал чемпионат Великобритании на хардовых кортах, проведённый в Борнмуте.
Решив одну проблему организаторы профессиональных турниров столкнулись с другой: теннисисты всё меньше хотели участвовать в турнирах без призового фонда, а там где этой проблемы не было подняли кампанию за равноправие активистки женского тура, протестовавшие против меньших, чем у мужчин, призовых (например на первом Уимблдоне, проведённом по системе открытых турниров, соотношение между призовыми в мужском и женском одиночных разрядах составляла пять к двум). К началу 1970-х на большинстве турниров призовые выплаты кое-где уменьшились до соотношения восемь к одному.
Взаимные претензии и несколько показательных матчей женщин против мужчин привели к рождению отдельной женской теннисной ассоциации: временем зарождения WTA считается период незадолго до Pacific Southwest Championships 1970 года, когда его организаторы объявили свой призовой фонд, указав, что мужчины за те же достижения получат в 12 раз большие суммы. Группа лидеров женских соревнований сначала попыталась бойкотировать турнир, но затем, при поддержке издателя журнала World Tennis Magazine Глэдис Хелдман, организовала и провела в Хьюстоне показательный турнир, в котором приняли участие восемь теннисисток из числа протестующих. Одним из спонсоров соревнования выступил табачный бренд Virginia Slims. Вскоре восемь участниц того турнира и Хелдман, заручившись поддержкой VS, организовали собственный профессиональный тур. Со временем в их серию, названную Virginia Slims Circuit, влился и существовавший ранее женский тур Гран-при ILTF. Первый сезон VSC состоял из 19 соревнований с общим призовым фондом в 309 тысяч долларов. Ещё одной причиной зарождения отдельного женского тура стало поощрение ILTF созданию под своей эгидой чисто мужских турниров (в том же 1970 году их было пятнадцать).
Формальным временем создания WTA считается июнь 1973 года, когда накануне Уимблдона в Лондоне состоялась специальная встреча под председательством Билли-Джин Кинг.
В 1975 году ассоциация подходит к новому этапу в своём развитии: заключён контракт на показ матчей с американской телерадиосетью CBS. Матчи тура впервые показываются по телевидению.
Один спонсор сменяет другого, со временем спонсорские права продаются не на все турниры, а лишь на их часть. В 1979 году, при поддержке Avon Products, призовой фонд Итогового турнира доведён до планки в 100 000 долларов. Вслед за ростом общих призовых растут и доходы ведущих теннисисток: в 1971 году Билли-Джин Кинг первой заработала за год 100 тысяч долларов в одиночных соревнованиях, а уже в 1975 году Крис Эверт покорился рубеж в 1 миллион долларов призовых за карьеру. К началу 1980-х годов тур WTA становится флагманом женского спорта: на 47 его соревнованиях с общим призовым фондом в 7,2 миллиона долларов участвовали 250 теннисисток.
К концу 1980-х годов ситуация, при которой титульным спонсором спортивного тура являлась табачная компания Philip Morris (производительница сигарет Virginia Slims), стала угрожать имиджу тура. Запрет на рекламу табачных изделий на основных американских телеканалах привёл к тому, что турниры тура Virginia Slims не получали эфирного времени. На некоторое время титульным спонсором тура стала компания Kraft Foods — хотя она тоже входила в концерн Philip Morris, но с табаком напрямую не ассоциировалась. Тем не менее в названиях тринадцати турниров тура, проходивших на территории США, продолжало сохраняться название Virginia Slims, а итоговый турнир года продолжал называться Virginia Slims Finals, что приводило к значительным убыткам.
В 2003 году глава ассоциации Ларри Скотт смог заключить крупнейший спонсорский договор в истории женского спорта: компания Sony Ericsson заплатила за шесть лет титульного спонсорства тура WTA 88 миллионов долларов. Уровень призовых с каждым годом растёт и к 2012 году доходы ведущих теннисисток за сезон впервые превышают 7 миллионов долларов за сезон.

## Категории турниров
Чёткая градация турниров WTA в первое время отсутствовала: имел значение лишь размер призового фонда, на основании которого распределялись рейтинговые очки.
В 1988 году система была ужесточена — WTA разделила все свои регулярные соревнования на пять категорий (в зависимости от призового фонда), чётко прописав для каждой категории варианты размеров турнирной сетки. Слабейшая (пятая) категория, периодически отменялась.
В 2009 году система была пересмотрена: турниры 1-й и 2-й категории объединили в премьер серию, дополнительно ужесточив требования по размерам сетки в зависимости от категории турнира. Турниры 3-й и 4-й категории были объединены в международную серию, для которой был создан отдельный итоговый турнир. В 2012 году была воссоздана серия турниров 5-й категории под названием серии WTA 125 (соревнования этой серии заняли место в тех частях календаря, где по плану ассоциации проводились либо наиболее крупные соревнования WTA и турниры Большого шлема, либо в те сроки ассоциация создавала принудительный межсезонный период для ведущих игроков) .

## Система начисления очков
Ассоциация использует чётко определённую систему очкового поощрения теннисисток за любой выигранный матч в профессиональном туре. В зависимости от ранга соревнования и стадии, в которой была одержана победа, теннисистка пополняет свой рейтинг определённым количеством очков. Очки за любой турнир учитываются в рейтинге в течение 52 недель с момента его завершения.
В одиночном рейтинге учитываются 16 лучших турниров для каждой теннисистки, а в парном — 11. Также на зачётный список налагаются ограничения по числу «обязательных» турниров: большинство спортсменок в одиночном разряде ещё до начала сезона определяют те соревнования, где они должны будут сыграть (в случае дальнейшей неявки на них они сокращают число своих зачётных турниров на это соревнование). Игроки, закончившие предыдущий сезон в Top10 одиночного рейтинга, на следующий год имеют право сыграть лишь два турнира на соревнованиях международной категории.
Помимо соревнований WTA в рейтинге также учитываются турниры женского цикла ITF.
Чтобы получить позицию в рейтинге теннисистка обязана сыграть либо минимум три турнира, либо набрать минимум 10 очков.
Также создана отдельная чемпионская гонка, где теннисистки в рамках периода от окончания одного Итогового турнира премьер серии до начала другого могут набирать очки для участия в этом соревновании. В её парной версии очки набираются командами, а не отдельными теннисистками.
| Результат                      | Титул                                        | Финал                                        | 1/2 | 1/4 | 1/8 | 1/16 | 1/32 | 1/64 | Квал. | К3 | К2 | К1                    |
| Турнир Большого шлема          | Турнир Большого шлема                        | Турнир Большого шлема                        | Турнир Большого шлема | Турнир Большого шлема | Турнир Большого шлема | Турнир Большого шлема | Турнир Большого шлема | Турнир Большого шлема | Турнир Большого шлема | Турнир Большого шлема | Турнир Большого шлема | Турнир Большого шлема |
| ------------------------------ | -------------------------------------------- | -------------------------------------------- | --- | --- | --- | --- | --- | --- | --- | --- | --- | --------------------- |
| Одиночное соревнование         | 2000                                         | 1300                                         | 780 | 430 | 240 | 130 | 70 | 10 | 40 | 30 | 20 | 2                     |
| Парное соревнование            | 2000                                         | 1300                                         | 780 | 430 | 240 | 130 | 10 | - | 40 | - | - | -                     |
| Итоговый чемпионат А           |                                              |                                              | | | | | | | | | |                       |
| Одиночный турнир               | +750                                         | +330                                         | 250 очков за каждый выигранный матч в группе, 125 — за каждый проигранный матч. Бонусные очки за выход в полуфинал не начисляются. | 250 очков за каждый выигранный матч в группе, 125 — за каждый проигранный матч. Бонусные очки за выход в полуфинал не начисляются. | 250 очков за каждый выигранный матч в группе, 125 — за каждый проигранный матч. Бонусные очки за выход в полуфинал не начисляются. | 250 очков за каждый выигранный матч в группе, 125 — за каждый проигранный матч. Бонусные очки за выход в полуфинал не начисляются. | 250 очков за каждый выигранный матч в группе, 125 — за каждый проигранный матч. Бонусные очки за выход в полуфинал не начисляются. | 250 очков за каждый выигранный матч в группе, 125 — за каждый проигранный матч. Бонусные очки за выход в полуфинал не начисляются. | 250 очков за каждый выигранный матч в группе, 125 — за каждый проигранный матч. Бонусные очки за выход в полуфинал не начисляются. | 250 очков за каждый выигранный матч в группе, 125 — за каждый проигранный матч. Бонусные очки за выход в полуфинал не начисляются. | 250 очков за каждый выигранный матч в группе, 125 — за каждый проигранный матч. Бонусные очки за выход в полуфинал не начисляются. | -                     |
| Парный турнир                  | 1500                                         | 1050                                         | 690 | 460 | - | - | - | - | - | - | - | -                     |
| Итоговый чемпионат Б           |                                              |                                              | | | | | | | | | |                       |
| Одиночный турнир               | +260                                         | +200                                         | 120 очков за каждый выигранный матч в группе, 40 — за каждый проигранный матч. Бонусные очки за выход в полуфинал не начисляются.  | 120 очков за каждый выигранный матч в группе, 40 — за каждый проигранный матч. Бонусные очки за выход в полуфинал не начисляются.  | 120 очков за каждый выигранный матч в группе, 40 — за каждый проигранный матч. Бонусные очки за выход в полуфинал не начисляются.  | 120 очков за каждый выигранный матч в группе, 40 — за каждый проигранный матч. Бонусные очки за выход в полуфинал не начисляются.  | 120 очков за каждый выигранный матч в группе, 40 — за каждый проигранный матч. Бонусные очки за выход в полуфинал не начисляются.  | 120 очков за каждый выигранный матч в группе, 40 — за каждый проигранный матч. Бонусные очки за выход в полуфинал не начисляются.  | 120 очков за каждый выигранный матч в группе, 40 — за каждый проигранный матч. Бонусные очки за выход в полуфинал не начисляются.  | - | - | -                     |
| Парный турнир                  | Очки за спортивные результаты не начисляются | Очки за спортивные результаты не начисляются | Очки за спортивные результаты не начисляются                                                                                       | Очки за спортивные результаты не начисляются                                                                                       | Очки за спортивные результаты не начисляются                                                                                       | Очки за спортивные результаты не начисляются                                                                                       | Очки за спортивные результаты не начисляются                                                                                       | Очки за спортивные результаты не начисляются                                                                                       | Очки за спортивные результаты не начисляются                                                                                       | - | - | -                     |
| Регулярная премьер серия       |                                              |                                              | | | | | | | | | |                       |
| Premier Mandatory — 96S        | 1000                                         | 650                                          | 390 | 215 | 120 | 65 | 35 | 10 | 30 | - | 20 | 2                     |
| Premier Mandatory — 60S/64S    | 1000                                         | 650                                          | 390 | 215 | 120 | 65 | 10 | - | 30 | - | 20 | 2                     |
| Premier Mandatory — 28D/32D    | 1000                                         | 650                                          | 390 | 215 | 120 | 10 | - | - | - | - | - | -                     |
| Premier 5 — 56S/64Q            | 900                                          | 585                                          | 350 | 190 | 105 | 60 | 1 | - | 30 | 22 | 15 | 1                     |
| Premier 5 — 56S/48Q/32Q        | 900                                          | 585                                          | 350 | 190 | 105 | 60 | 1 | - | 30 | - | 20 | 1                     |
| Premier 5 — 28D                | 900                                          | 585                                          | 350 | 190 | 105 | 1 | - | - | - | - | - | -                     |
| Premier 5 — 16D                | 900                                          | 585                                          | 350 | 190 | 1 | - | - | - | - | - | - | -                     |
| Premier — 56S                  | 470                                          | 305                                          | 185 | 100 | 55 | 30 | 1 | - | 25 | - | 13 | 1                     |
| Premier — 32S                  | 470                                          | 305                                          | 185 | 100 | 55 | 1 | - | - | 25 | 18 | 13 | 1                     |
| Premier — 16D                  | 470                                          | 305                                          | 185 | 100 | 1 | - | - | - | - | - | - | -                     |
| Регулярная международная серия |                                              |                                              | | | | | | | | | |                       |
| International — 32S/32Q        | 280                                          | 180                                          | 110 | 60 | 30 | 1 | - | - | 18 | 14 | 10 | 1                     |
| International — 32S/16Q        | 280                                          | 180                                          | 110 | 60 | 30 | 1 | - | - | 18 | - | 12 | 1                     |
| International — 16D            | 280                                          | 180                                          | 110 | 60 | 1 | - | - | - | - | - | - | -                     |
| Серия WTA 125k                 |                                              |                                              | | | | | | | | | |                       |
| WTA 125 — 32S                  | 160                                          | 95                                           | 57 | 29 | 15 | 1 | - | - | 6 | - | 4 | 1                     |
| WTA 125 — 16D                  | 160                                          | 95                                           | 57 | 29 | 1 | - | - | - | - | - | - | -                     |
| WTA 125 — 8D                   | 160                                          | 95                                           | 57 | 1 | - | - | - | - | - | - | - | -                     |
| Соревнования женского тура ITF |                                              |                                              | | | | | | | | | |                       |
| ITF $ 100 000 + H — 32S        | 150                                          | 90                                           | 55 | 28 | 14 | 1 | - | - | 6 | 4 | 1 | -                     |
| ITF $ 100 000 + H — 16D        | 150                                          | 90                                           | 55 | 28 | 1 | - | - | - | 6 | 4 | 1 | -                     |
| ITF $ 100 000 — 32S            | 140                                          | 85                                           | 50 | 25 | 13 | 1 | - | - | 6 | 4 | 1 | -                     |
| ITF $ 100 000 — 16D            | 140                                          | 85                                           | 50 | 25 | 1 | - | - | - | 6 | 4 | 1 | -                     |
| ITF $ 80 000 + H — 32S         | 130                                          | 80                                           | 48 | 24 | 12 | 1 | - | - | 5 | 3 | 1 | -                     |
| ITF $ 80 000 + H — 16D         | 130                                          | 80                                           | 48 | 24 | 1 | - | - | - | 5 | 3 | 1 | -                     |
| ITF $ 80 000 — 32S             | 115                                          | 70                                           | 42 | 21 | 10 | 1 | - | - | 5 | 3 | 1 | -                     |
| ITF $ 80 000 — 16D             | 115                                          | 70                                           | 42 | 21 | 1 | - | - | - | 5 | 3 | 1 | -                     |
| ITF $ 60 000 + H — 32S         | 100                                          | 60                                           | 36 | 18 | 9 | 1 | - | - | 5 | 3 | 1 | -                     |
| ITF $ 60 000 + H — 16D         | 100                                          | 60                                           | 36 | 18 | 1 | - | - | - | 5 | 3 | 1 | -                     |
| ITF $ 60 000 — 32S             | 80                                           | 48                                           | 29 | 15 | 8 | 1 | - | - | 5 | 3 | 1 | -                     |
| ITF $ 60 000 — 16D             | 80                                           | 48                                           | 29 | 15 | 1 | - | - | - | 5 | 3 | 1 | -                     |
| ITF $ 25 000 + H — 32S         | 60                                           | 36                                           | 22 | 11 | 6 | 1 | - | - | 2 | - | - | -                     |
| ITF $ 25 000 + H — 16D         | 60                                           | 36                                           | 22 | 11 | 1 | - | - | - | 2 | - | - | -                     |
| ITF $ 25 000 — 32S             | 50                                           | 30                                           | 18 | 9 | 5 | 1 | - | - | 1 | - | - | -                     |
| ITF $ 25 000 — 16D             | 50                                           | 30                                           | 18 | 9 | 1 | - | - | - | 1 | - | - | -                     |
| ITF $ 15 000 + H — 32S         | 25                                           | 15                                           | 9 | 5 | 1 | - | - | - | - | - | - | -                     |
| ITF $ 15 000 + H — 16D         | 25                                           | 15                                           | 9 | 1 | - | - | - | - | - | - | - | -                     |
| ITF $ 15 000 — 32S             | 12                                           | 7                                            | 4 | 2 | 1 | - | - | - | - | - | - | -                     |
| ITF $ 15 000 — 16D             | 12                                           | 7                                            | 4 | 1 | - | - | - | - | - | - | - | -                     |

+H — оплата проживания.

## Рекорды тура WTA

### Лидеры по количеству титулов
| 1  | Мартина Навратилова  | 167 |
| 2  | Крис Эверт           | 154 |
| 3  | Штеффи Граф          | 107 |
| 4  | Серена Уильямс       | 72  |
| 5  | Ивонн Гулагонг-Коули | 68  |
| 6  | Билли-Джин Кинг      | 67  |
| 7  | Линдсей Дэвенпорт    | 55  |
| 8  | Моника Селеш         | 53  |
| 9  | Винус Уильямс        | 49  |
| 10 | Мартина Хингис       | 43  |
| 10 | Жюстин Энен          | 43  |

| 1 | Мартина Навратилова   | 177 |
| 2 | Розмари Казалс        | 112 |
| 3 | Пэм Шрайвер           | 106 |
| 4 | Билли-Джин Кинг       | 101 |
| 5 | Наталья Зверева       | 80  |
| 6 | Лиза Реймонд          | 79  |
| 7 | Яна Новотна           | 76  |
| 8 | Аранча Санчес-Викарио | 69  |
| 8 | Джиджи Фернандес      | 69  |
| 8 | Хелена Сукова         | 69  |

В списке указана десятка лидеров за всю историю; результаты действующих спортсменок выделены серебристым.
По состоянию на 21 августа 2017.

## В кинематографе
В 2017 году вышел художественный фильм «Битва полов» (англ. Battle of the Sexes), посвящённый знаменитому матчу между Билли Джин и Бобби Риггсом в период становления основанной ею Женской теннисной ассоциации.